# アルミニウム
アルミニウム（英: aluminium, 米: aluminum, 羅: alūminium）は、記号Al、原子番号13の化学元素である。アルミニウムは他の一般的な金属よりも密度が低く、鋼鉄の約3分の1である。酸素との親和性が高く、空気に触れると表面に酸化物の保護膜が形成される。外観は銀に似ており、色も光を反射する性質も強い。軟らかく、非磁性で延性がある。アルミニウムの同位体組成はほぼ100%が安定同位体27Alであり、この同位体は宇宙で12番目に多い核種である。26Alの放射能は放射年代測定に利用される。
化学的には、アルミニウムはホウ素族の後遷移金属であり、他のホウ素族元素同様、主に酸化数+3の化合物を形成する。アルミニウム陽イオンAl3+はイオン半径が小さく、強く正に帯電しているため分極性が高く、アルミニウムが形成する結合は共有結合になる傾向がある。酸素との親和性が高いため、天然には酸化物の形でみられることが多い。このため、地球上ではアルミニウムはマントルよりも地殻を構成する岩石中に主に存在し、地殻中における存在度は酸素とケイ素に次ぐ第3位を占める。遊離金属の形でみられることはほぼ皆無である。
アルミニウムは、1825年にデンマークの物理学者ハンス・クリスティアン・エルステッドによって発見された。アルミニウムが最初に工業生産されたのは1856年であり、フランスの化学者アンリ・エティエンヌ・サント＝クレール・ドビーユによる。1886年にフランスのポール・エルーとアメリカのチャールズ・マーティン・ホールがそれぞれ独自に開発したホール・エルー法により大量生産法が確立され、アルミニウムは一般に広く普及し、産業や日常生活で広く使われるようになった。第一次、第二次世界大戦においては、アルミニウムは航空にとって重要な戦略資源となった。1954年には、アルミニウムの生産量は銅を抜き、最も多く生産される非鉄金属となった。21世紀におけるアルミニウムの用途は、主に輸送、エンジニアリング、建設、包装が占める。
環境中に広く存在するため、生物学的な役割をもつ可能性が考えられ、現在も研究が続いているが、これまでにアルミニウム塩を代謝に用いる生物は知られていない。ただし、動植物は高いアルミニウム耐性を持つことが知られる。

## 名称
軽銀（けいぎん）、礬素（ばんそ）とも呼ばれる。軽銀は、軽いことと、外見が銀に似ていることにちなむ。礬素は、ミョウバン（明礬）にちなむ。
アルミニウムは、化合物のミョウバン（羅: alumen、アルーメン）にちなみ、イギリスの化学者ハンフリー・デービーらによって命名された。
俗にアルミまたはニュームとも略される。

## 単体の性質
単体は銀白色の金属で、常温常圧で高い熱伝導性・電気伝導性を持ち、加工性がよく、実用金属としては軽量であるため、広く用いられている。熱力学的に酸化されやすい金属ではあるが、空気中では表面にできた酸化皮膜により内部が保護されるため高い耐食性を持つ。
単体は常温常圧では良好な熱伝導性・電気伝導性を持つ。融点は660.32 °C、沸点は2519 °C（別の報告もある）。密度は2.7 g/cm3で、金属としては軽い。常温における安定相は面心立方格子構造をとる。酸やアルカリに侵されやすいが、空気中では表面に酸化アルミニウムAl2O3の膜ができ、内部は侵されにくくなる。この保護現象は酸化物イオンO2−のイオン半径（124 pm）とアルミニウムの原子半径（143 pm）が近く、アルミニウムイオンAl3+（68 pm）が酸化物の表面構造の隙間にすっぽり収まることが深く関係している。また濃硝酸に対しても表面に酸化被膜を生じ反応の進行は停止する（不動態）。陽極酸化による酸化被膜はアルマイトとも呼ばれる。

### 化学的性質
アルミニウムは両性金属で、酸にも塩基にも溶解する。塩基性の水溶液では、以下の反応によって水が還元されて水素を発生する。
{\displaystyle {\ce {6OH^- + 2Al + 6H2O -> 6OH^- + 2Al(OH)3 + 3H2}}}
ただし、生成する水酸化アルミニウムの溶解度積（[Al3+][OH−]3）は1.92×10−32であり、ほとんど水に溶解しない。したがって、薄い塩基では皮膜が発生して反応が止まる。しかし、強塩基条件では水酸化アルミニウムが次式によって水溶性のアルミン酸を形成するため、反応は表面のみでなく内部まで進行する。
{\displaystyle {\ce {OH^- + Al(OH)3 + 2H2O -> [Al(OH)4 (H2O)2]^-}}}
したがってアルミニウムと強塩基水溶液との反応はこれらの式を合わせて以下のようになる。
{\displaystyle {\ce {2Al + 10H2O + 2OH^- -> 2[Al(OH)4(H2O)2]^- + 3H2}}}

### 機械的性質
アルミニウムは、鉄の約35%の比重であり、密度は2.70 g/cm3と低く金属の中でも軽量な方に属し、展性に富む。純アルミニウムは強度は低いが、ジュラルミンなどのアルミニウム合金は軽量さ、加工のしやすさを活かしつつ、強度を飛躍的に改善しているため、さまざまな製品に採用され、産業界で幅広く利用されている（「#用途」を参照）。
アルミニウム合金は軟鋼などと違い、応力がかかったときの変形に降伏現象を示さない。これは侵入型固溶体である炭素によるコットレル雰囲気を持つ鉄合金とは違い、アルミニウム合金には置換型固溶体合金が多いことに起因する。よって、構造設計などの計算を行う場合には、材料力学では降伏点の代わりに「0.2%耐力」が代わりに用いられる。「0.2%耐力」とは、応力をかけた際の永久ひずみが0.2%になるときの応力である。こういった特性のために、アルミは押し出し成形や摩擦攪拌接合に向いている。

## 生産

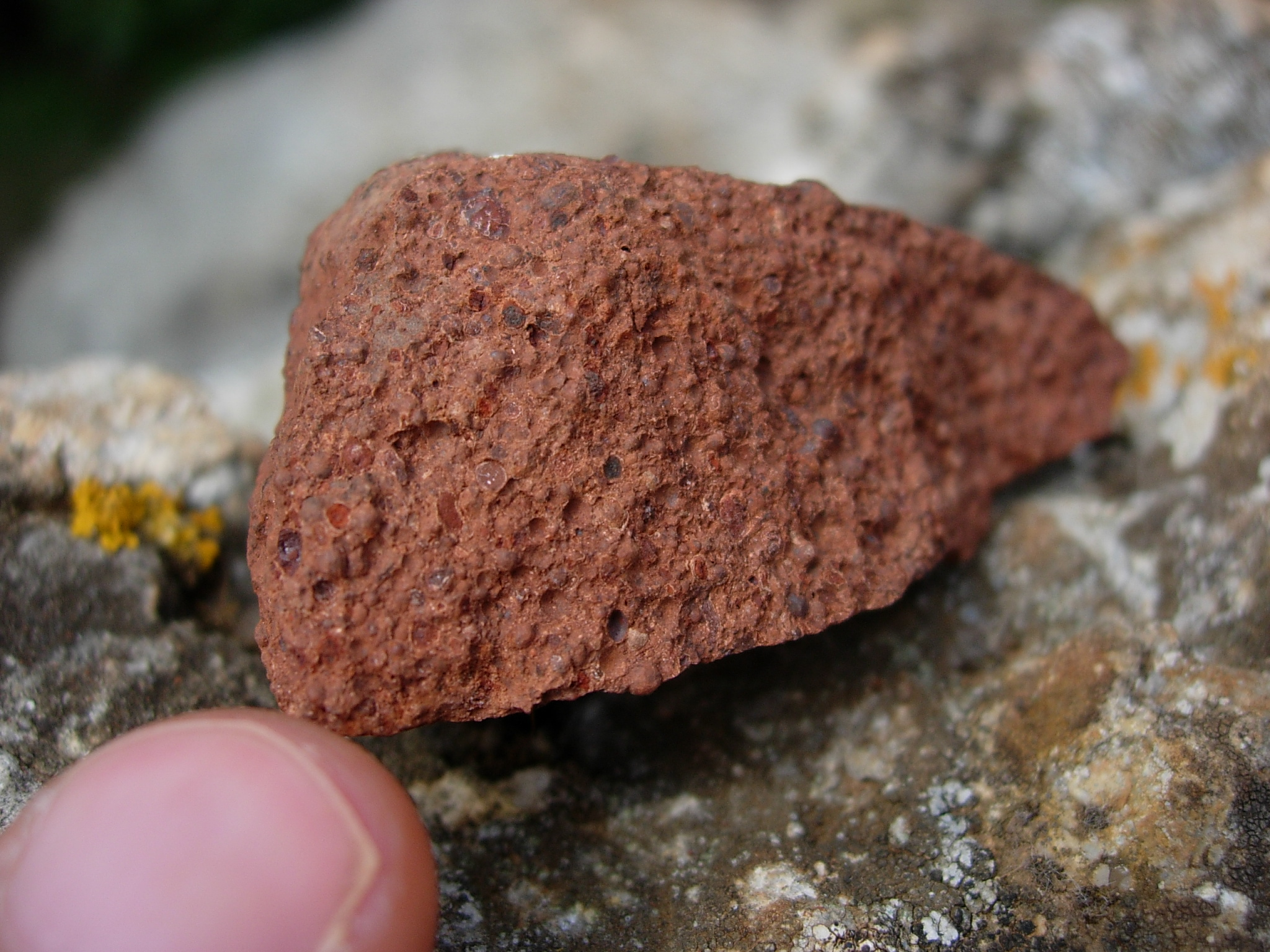
アルミニウムの原料となるボーキサイト。赤い色をしているのは、中に含まれている鉄分のためである

アルミニウムは、鉱石のボーキサイトを原料としてホール・エルー法で生産されるのが一般的である。ボーキサイトを水酸化ナトリウムで処理し、アルミナ（酸化アルミニウム）を取り出したあと、氷晶石（ヘキサフルオロアルミン酸ナトリウム、Na3AlF6）とともに溶融し電気分解を行う。
したがって、アルミニウムを作るには大量の電力が消費されることから「電気の缶詰」と呼ばれる。ちなみに、ホール・エルー法での純度は約98 %であるため、より高純度なアルミニウムを得るには三層電解法を使う。
アルミニウム1トンを生産するために消費される、材料および電力は以下の通りである。なお、1トンあたりの電力使用量は銅で1200 kW⋅h、亜鉛で4000 kW⋅hであり、アルミニウムの製錬には銅の約11倍、亜鉛の約3.5倍の電力が必要となる計算になる。
- アルミナ 1.96トン（ボーキサイト 4トン）
- 氷晶石 0.07トン
- 炭素陽極 0.5トン
- 電力 13–14 MW⋅h

電力価格が高いためコスト競争に弱い日本国内のアルミニウム製錬事業は、オイルショック後採算困難になり、大部分は国外に拠点が移った。日本国内で原石（ボーキサイト）から製品まで一貫生産を行っていたのは、自前の水力発電所により自家発電を行っているため、低価格の電力が入手可能な日本軽金属（蒲原製造所・静岡市清水区）のみであったが、設備の老朽化と採算性の理由で2014年3月閉鎖された。昭和電工社長の鈴木治雄は、座談会において「日本で製錬を行うのは、北海道でサトウキビを作るようなもの」と述べており、いかに日本で製錬した場合の費用が高いかを比喩的に表現している。
| 順位 | 国               | アルミニウム 生産量 （万トン） |
| ---- | ---------------- | ------------------------------ |
| —    | 世界合計         | 4930                           |
| 1    | 中国             | 2330                           |
| 2    | ロシア           | 350                            |
| 3    | カナダ           | 294                            |
| 4    | アラブ首長国連邦 | 240                            |
| 5    | インド           | 210                            |
| 6    | アメリカ合衆国   | 172                            |
| 7    | オーストラリア   | 168                            |
| 8    | ノルウェー       | 120                            |
| 9    | ブラジル         | 96                             |
| 10   | バーレーン       | 93                             |
| 11   | アイスランド     | 81                             |
| 12   | 南アフリカ共和国 | 73.5                           |
| 13   | カタール         | 61                             |
| 14   | モザンビーク     | 56                             |
| 15   | サウジアラビア   | 50                             |
| 15   | ドイツ           | 50                             |
| 16   | アルゼンチン     | 42.5                           |
| —    | その他           | 444                            |

アルミニウムの生産量は2014年時点で4930万トンに及ぶ。中国が約40 %を生産し、これにロシア、カナダを加えた3か国で生産量の過半数を占める。中国、ロシアはボーキサイト原産国でもある。ほかのボーキサイト原産国であるアメリカ、オーストラリア、ブラジル、インドも世界生産量のシェア10位以内に含まれる。一方で、ボーキサイトの世界4位の生産国であるギニアや同第5位のジャマイカでまったくアルミニウムが生産されていないように、ボーキサイトの生産とアルミニウムの精練工場との間にはそれほど強い関連性はない。
これに対し、電力供給とアルミニウム製錬工場との間には強い相関性がある。アルミニウムは製錬に非常に多くの電力を消費するため、ボーキサイトからの精練は電力の安い国で行われる傾向が強い。アラブ首長国連邦やカタールは豊富な石油を元にした火力発電で、またカナダやノルウェーは地形を生かした水力発電で、アイスランドは水力発電と地熱発電によっていずれも電力が安価であるため、アルミニウムの大生産国となっている。14位のモザンビークは、カホラ・バッサ・ダムの豊富な電力に目をつけたBHPグループや三菱商事が製錬会社としてモザール社を設立し、2000年に工場が稼働し始めたことで大生産国となった。ここで製錬されたアルミニウムはモザンビークの総輸出額の50 %を占め、モザンビークの基幹産業として同国の経済成長を支えている。
アルミニウムの消費量も中国が飛び抜けて多く、2014年には2406万トンを消費して、全世界生産量5005万トンのほぼ半分を消費している。消費量は次いで米国が多く、さらにドイツ、日本と続く。
アルミニウム生産企業としては、カナダのリオ・ティント・アルキャン、ロシアのルサール（ロシア・アルミニウム）、アメリカのアルコア、中国の中国アルミニウムなどが特に大きな生産企業である。日本国内ではすでに精練は行われていないが、圧延や加工に関しては地金を海外から輸入したうえで盛んに行われており、日本軽金属やUACJ、神戸製鋼などがおもなメーカーとなっている。

### 電力を必要としない生産方法
アルミニウムは電気分解以外の手法でも製造が可能である。たとえばアルミナを2000 °C以下で炭素と反応させ、炭化アルミニウムを生成させる。これを2200 °C以上の高温部へ移動させ、今度はアルミナと反応させて金属アルミニウムと一酸化炭素に分離させる。
化学式としては以下の通りである。
{\displaystyle {\ce {{2Al2O3}+ 9C -> {Al4C3}+ 6CO}}}
{\displaystyle {\ce {{Al4C3}+ Al2O3 -> {6Al}+ 3CO}}}
2つ目の反応では逆反応が起こらないように過剰な炭素が必要である。生成されたアルミニウムは一部揮発して反応ガス成分に含まれるが、大半はスラグの上層に液体で単離する。
日本では第二次世界大戦直前にボーキサイトの輸入が途絶すると、満州地域から産出される礬土頁岩を材料としたアルミニウム生産が行われた。戦後は顧みられることもなく製法の伝承も断絶しているが、ロータリーキルンを使用していたことから、こうした電気を使用しない手法が取られていた可能性がある。
一方、アルミニウムの純度を上げる精錬工程は、電力を消費する三層電解法に代わり電力を使用しない分別結晶法を採用することが可能である。粗製アルミニウム金属を融解し、これを局所的に冷却すると、純度の高いアルミニウムが初晶として晶出する。シリコン単結晶の引き上げ処理と原理的には同じである。この方法によって得られる精製アルミニウムの純度は99.98–99.996 %であり、三層電解法に迫る純度を得られる。

### 古い時代の生産方法
古くは塩化アルミニウムを金属カリウムで還元するテルミット反応を用いて生産されていた。
{\displaystyle \mathrm {4\ AlCl_{3}+3\ K\rightarrow Al+3\ KAlCl_{4}} }
後に、金属カリウムよりもコストが安い金属ナトリウムで還元する生産法が発明された。
{\displaystyle \mathrm {\ AlCl_{3}+3\ Na\rightarrow Al+3\ NaCl} }

## リサイクル
ボーキサイトからアルミニウムを精練するのに比し、アルミニウム屑からリサイクルして地金を作る方がコストやエネルギーが少なく済む。そのため、回収された空き缶などをリサイクル原料とし、電気炉などを用いる形態で再生するケースは徐々に増えている。
アルミニウム屑を溶解するにあたっても、融点が約660 °Cと銅や鉄などの主要金属の中では低い方で、少ないエネルギーで行うことができる。ボーキサイトからアルミニウム地金を生産するのに比べ、アルミ缶からアルミニウム地金を生産するのはわずか3 %の電力消費で済む。
こうした利点があるため、アルミニウムは日本国内においてもっともリサイクル化が進んでいる金属であり、アルミ缶のリサイクル率は94.7 %（平成24年度）にも達する。こうしたことから、アルミニウムはしばしば「リサイクルの優等生」や「リサイクルの王様」と表現される。ただし、アルミニウムは酸化されやすい性質のため一度合金にしてしまうと合金として添加した金属や不純物を除去することが困難である。一例としてアルミ缶は蓋がマグネシウム、胴体部がマンガンとマグネシウムをそれぞれ含む（アルミ合金全体の4–5 %程度）ため、アルミ缶だけ集めて溶融させてもこれらが混じってマンガンを含んだアルミニウム合金となるため、蓋用途向けには再生不能になってしまうといった欠点がある。金属精錬において融解させた金属に酸素を吹き込み、目的とする金属よりも酸化されやすい不純物を優先的に酸化除去する手法があるが、アルミニウムの場合、この手法でアルミニウムより酸化しやすいマグネシウムは除去できるもののマンガンはアルミニウムよりも酸化されにくいため、酸素を吹き込んで添加金属を除去する精錬手法が適用できない。このためアルミニウムの再生には合金の種類ごとに分離し、それぞれ別々に再生することが望ましいが、それができない場合は再度電解精錬等の手法でアルミニウムの純度を上げる必要がある。また少々の不純物であれば急速に冷却圧延する手法で不純物の晶出を微細化させ、さらに熱処理を通じて不純物による最終製品への影響を最小化する等の、再生アルミ前提の加工手法も模索されている。

## 用途

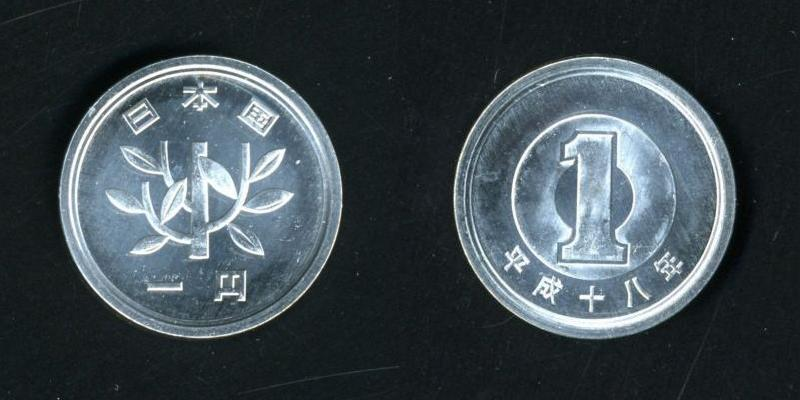
1円硬貨。純アルミニウムである

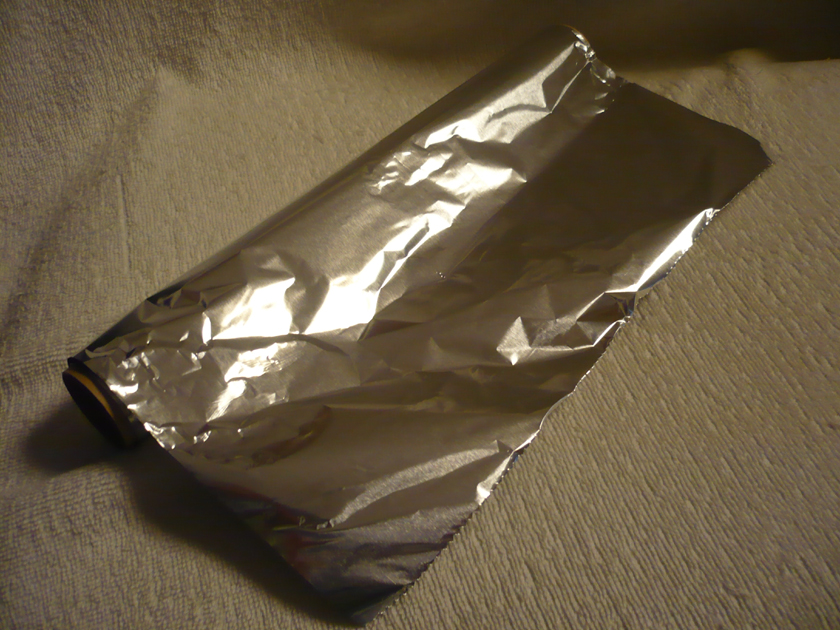
アルミホイル

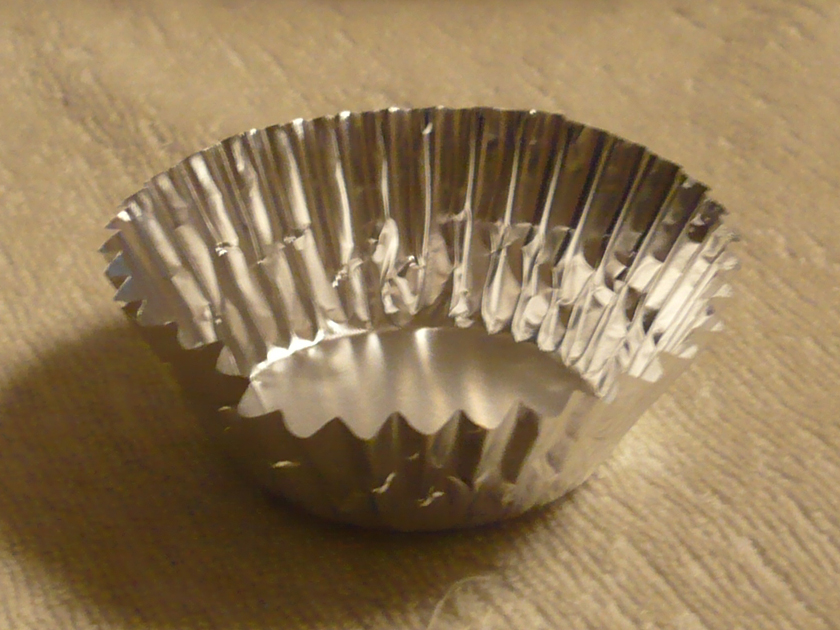
アルミホイル製のカップ

20世紀のうちにアルミニウム及びそれを主体とする合金は鉄鋼材に次ぐ主要金属材料としての地位を確立している。日用品も多く、非常に生活に身近な金属である。天然には化合物のかたちで広く分布し、ケイ素や酸素とともに地殻を形成するおもな元素のひとつである。自然アルミニウム（Aluminum、Native Aluminum）というかたちで単体での産出も知られているが、稀である。単体での産出が稀少であったため、自然界に広く分布する元素であるにもかかわらず発見が19世紀初頭と非常に遅く、上述のとおり製錬にも大きなエネルギーを必要とすることから産業的に広く使用されるようになるのは20世紀に入ってからと、金属としての使用の歴史はほかの重要金属に比べて非常に浅い。
アルミニウムの比重は鉄の3分の1程度と軽量であるために利用しやすく、また、軟らかくて展性も高いなど加工しやすい性質を持っており、さらに表面にできる酸化皮膜のためにイオン化傾向が大きい割には耐食性もあることから、一円硬貨やアルミ箔、缶（アルミ缶）、鍋、外構、エクステリア、建築物の外壁、道路標識、ガソリンエンジンのシリンダーブロック、自転車のフレームやリム、パソコンや家電製品の筐体など、さまざまな用途に使用されている。ただし大抵はアルミニウム合金としての利用であり、1円硬貨のようなアルミニウム100 %のものはむしろ稀な存在である。代表的なアルミニウム合金であるジュラルミンは航空機材料などに用いられているが、金属疲労に弱く、腐食しやすいという欠点を持つため、アロジン（クロメート処理）やジンククロメートで表面を保護し、定期的な点検で腐食部を早期に発見する体制を取ることが求められる。
2014年度において、日本のアルミニウム用途でもっとも大きかった用途は輸送用機械の製造であり、40.1 %を占める。次いでアルミサッシなどの建築用途が12.9 %、アルミ缶やアルミ箔などの容器包装用途が10.6 %を占め、この3分野がおもなアルミニウムの用途であるといえる。

### 輸送用機械
軽量で加工性もよいことから、軽さと強度の両立のため部材形状の工夫も求められる航空機ではアルミ合金が主流となった。冷戦中盤あたりまで、塗装まで削って軽量化したアルミの銀色の輝きは高速航空機の象徴であった（ただし20世紀末頃からさらなる性能向上の要求のため炭素繊維複合材料やチタン合金等の新素材の割合が増えつつある）。鉄道車両でも新幹線電車をはじめとして特急型電車や通勤型電車などでアルミ車体の採用例も多い。押し出し材を使って長大な部材を一体成型し、さらに連続溶接組立する低コスト化量産法が確立され、同一断面を保った16–25 mに及ぶ車体を持つ鉄道車両では、生産性の面でメリットが大きい。なお、一時期自動車も航空機材料に倣うかたちでアルミ化の取り組みがあったが、一部メーカーの高級車やスポーツカーなど特殊な車種での導入に留まり、費用対効果を両立させるため、現在はアルミではなくハイテン材料（高張力鋼）の適用が進み、また炭素繊維の適用も始まっている。軽量さが要求される高速船でもアルミが船体材料に選択されることがある。アルミ合金は軍事分野では装甲車輌や戦闘艦にも応用されているが、鉄鋼に比べて火災時の高熱や被弾に弱いため、軽量さを求められる小型の艦船や、自走砲など直接敵と交戦することを想定しない装甲車輌での使用が主流である。

### 建材
構造材としての使用もある（アルミニウム構造）が、窓枠（アルミサッシ）やフェンス等、外構での使用が多い。工場での規格集中生産により高い精度で加工されており、また軽量であるため、建付けや現場での組み立てやすさ、基本的な耐候性が優秀で、1960年代以降急速に普及した。しかし、断熱性の問題から窓ガラスともども結露を生じやすく、近年は代替品として樹脂サッシや現代化された木製サッシが増えている。

### 導電体
高圧送電線にもアルミニウム線が使用される。銅に比べ単位体積あたりの電気伝導度は劣るが、密度が低いため銅線よりも軽量に抑えながら断面積をより大きく取る（太くする）ことができ、単位質量あたりの電気伝導度で優り材料費でもほぼ拮抗する。このため支柱（送電鉄塔）のスパンが大きくなる高圧送電線の材料として有利である。

### 粉末
粉末になったアルミニウムは可燃物であり、粉塵爆発を起こす場合がある。アルミニウム粉は燃焼熱が大きく、燃焼するときにガスを生じないため熱が集積して高温となり、強い白色の光を発する。これを利用して火薬類に発熱剤として添加される。スペースシャトルの固体燃料補助ロケットでも燃料として使用された。アルミニウム粉の性質は表面積の大きさによって左右されるため、等級は粒度ではなく重量あたりの表面積を示す水面拡散面積で表示される場合が多い。粒度で表示されるような粒の大きいものは粒状アルミニウム粉（アトマイズドアルミニウム粉）と呼んで区別することが多い。
スラリー爆薬などの水湿状態の火薬に混ぜると、アルミニウムの表面で以下のような反応が起きて発熱し、水素が発生する。このため、アルミニウム粉の火災には水をかけることは禁忌である。
{\displaystyle {\ce {2Al + 6H2O -> 2Al(OH)3 + 3H2}}}
アルミニウム粉末は塗料に混ぜて使う場合もある。また、指紋の検出（おもに警察の鑑識課による捜査活動）などでアルミニウムの粉を使用することもある。
アルミニウム粉と酸化鉄(III)との混合物はテルミットと呼ばれ、マグネシウムリボンで着火すると激しく反応し、酸化アルミニウムおよび溶融鉄を生じる。この反応は鉄の溶接にも使われているテルミット反応である。鉄以外の金属の精錬（還元）にも応用される（テルミット法)。

日本の消防法では、150 μmの網ふるいを通過する量が50 %を超えるアルミニウム粉を第2類危険物と定めている。

### その他
スポーツ用自転車フレームの素材としては、炭素繊維より安価で鉄鋼より軽量なため主流の素材である（ただし価格面に加えて疲労強度＝耐久性の問題から、多数を占める廉価な日常車や実用車では依然として鉄鋼が占めている）。
真性半導体であるケイ素に微量のアルミニウムを添加することにより、P型半導体が得られる。
軽量で熱伝導性に優れるため、調理器具にアルミニウム合金がよく利用される。熱伝導度についても銅に劣るが、銅よりも安価であるため広く使われる。
俗に「銀ペン」とも呼ばれる銀色の塗料には、アルミニウムの微粉末が顔料として加えられている。耐食性があるため、橋梁などの建築物によく使われた。

### アルミニウムを利用した製品
- パナール・ディナ - 世界で初めてのオールアルミ合金の本格量産車。
- ホンダ・NSX - 世界で初めてオールアルミモノコックボディを採用した。
- 国鉄203系電車
- 国鉄301系電車
- A-train - 日立製作所が製造するアルミニウムダブルスキン構造の鉄道車両。
- アルミ箔
- アルミホイール - 自動車用ホイール。

## 人体への影響
人体へは摂取しても吸収される量は微量で、ほとんどはそのまま排出される。アルミニウムが体内でどのような役割を果たしているかは、まだよくわかっていない。人工透析に必要な透析液の作製に未処理の水道水を用いていた時代においては、水道水中に含まれるアルミニウムを原因とする「透析脳症」（当時の名称ならば「透析痴呆」）を発症したケースも報告された。
そこから「アルミニウムがアルツハイマー病を引き起こす」という主張もなされたが、腎不全の患者の体内に過剰な金属（アルミニウム以外の他の金属（例:Pb,Mg）も含む）が蓄積されることで発症する金属中毒が由来の透析脳症と異なり、アルツハイマー病患者の脳のアルミニウム蓄積量は健常者と変わらないうえ、病理学的所見や臨床所見も異なっている。腎臓が正常に機能し、アルミニウムイオンを排出することのできる成人が、通常の食生活で経口摂取するアルミニウムにより、アルツハイマー病を患うという根拠は乏しく、現在も明確な因果関係を示す研究結果は発見されていない。

## 植物への影響
アルミニウムは長石および粘土鉱物などとして普遍的に存在するため、地殻を構成する元素としては酸素、ケイ素に次いで3番目に多い（クラーク数：7.56 %、重量比）。工業的に多彩な用途が見出される一方、酸性土壌中のアルミニウム含量は、植物の成長に影響する重要な要素である。農業や園芸における人工的な栽培環境では中性付近に調整された土壌を用いる場合が多いが、それでも有害なアルミニウムイオン（Al3+）が根の伸長成長を阻害することが知られている。

### 作用機序
土壌中のアルミニウムは、pHが5.0を下回ると急激にイオン化して溶解度が高まり、pH3.5ではほぼ完全に溶存体となる。水溶化したアルミニウムイオンが農作物その他の植物に及ぼす害として、以下のようなものが知られている。
- 肥料として土壌に添加したリン酸と結合し、難溶性の塩を形成する。結果として施肥効率が低下する。
- 根の成長阻害を引き起こす。アルミニウムイオンは根の細胞の細胞壁〜アポプラスト領域へ結合し、種々の応答反応を引き起こす。応答反応としてはβ-1,3グルカンであるカロースの分泌などが知られるが、成長阻害の具体的なメカニズムは分かっていない。成長阻害に関する研究は今も進められている[31]が、アルミニウムが活性酸素の発生を促し、脂質の過酸化やミトコンドリアの機能障害を引き起こすとする意見が有力である[要出典]。

### アルミニウム耐性植物
コムギやトウモロコシ、アジサイ、ソバ、チャノキなど一部の植物は、アルミニウム耐性を持つ（あるいは高アルミニウム環境にも適応し得る）ことが知られている。アルミニウムを無毒化するメカニズムはさまざまであるが、一般にカルボン酸（シュウ酸、クエン酸、リンゴ酸など）を中心とした有機酸でアルミニウムイオンをキレートし、水溶性の錯体を形成する機構によるといわれている。
アルミニウム耐性に関与する遺伝子は最初にコムギにおいて発見された。耐性関連遺伝子はトウモロコシからも見つかっている。これらの植物においては単一の遺伝子によりアルミニウム耐性が実現されているが、すべての植物のアルミニウム耐性が同一の機構によるわけではないと考えられている。

### アルミニウム耐性土壌菌
遺伝子組み換えによりアルミニウム耐性植物を作出する際、その遺伝子源として注目されているものに、土壌性のアルミニウム耐性菌がある。根粒菌として知られるRhizobiumもアルミニウム耐性菌の一種である。強酸性（pH3.0）高アルミニウム条件にて選抜されてくる菌はほとんどが糸状菌であり、アルミニウムの多い土壌ではこれらの生物が優占していると考えられる。以下はアルミニウム耐性菌を含む属の一部である。
- Emericellopsis, Paecilomyces, Mortierella（クサレケカビ）, Sporothrix, Penicillium（アオカビ）, Aspergillus（コウジカビ）, Metarhizium

### この節の参考文献
- 金澤晋二郎、アルミニウム耐性土壌菌の選抜 日本土壌肥料学会講演要旨集 40巻（1994）、 doi:10.20710/dohikouen.40.0_231_2
- 山本洋子 (2002). “アルミニウムによる根伸長阻害の分子機構”. 根の研究 11 (4):  147-54.
- Tashiro M, Fujimoto T, Suzuki T, Furihata K, Machinami T, Yoshimura E (2006). “Spectroscopic characterization of 2-isopropylmalic acid-aluminum(III) complex”. J Inorg Biochem 100 (2):  201-5. PMID 16384602
- Ma JF, Hiradate S, Nomoto K, Iwashita T, Matsumoto H (1997). “Internal Detoxification Mechanism of Al in Hydrangea (Identification of Al Form in the Leaves)”. Plant Physiol 113 (4):  1033-9. PMID 12223659

## 化合物
- 酸化アルミニウム Al2O3 - 通称アルミナ。モース硬度が9と高く、研磨剤として利用される。ボーキサイトからアルミニウムを製錬する際には、バイヤー法にてボーキサイトからアルミナを製造し、そのアルミナをホール・エルー法にてアルミニウムに製錬することになる。天然の結晶はコランダムと呼ばれ、古来宝石として珍重された。コランダムの中でも特に色の赤いものをルビー、その他の色のついたもの（濃い青がもっとも価値が高い）をサファイアと呼び、非常に価値の高い宝石として珍重される。ルビーの赤色は微量のクロム、(青色の)サファイアの色は微量の鉄とチタンによるものである。
- 水酸化アルミニウム Al(OH)3
- 水素化アルミニウム AlH3
- 塩化アルミニウム AlCl3
- 窒化アルミニウム AlN
- リン酸アルミニウム AlPO4
- 硫酸アルミニウム Al2(SO4)3
- ミョウバン - 染色剤や防水剤、消火剤、皮なめし剤、沈殿剤など、古来さまざまな用途に使用される。
- 氷晶石 Na3AlF6 - ホール・エルー法によるアルミニウム製錬の際に必須の鉱石だったが、グリーンランドにあった鉱床の枯渇と代替品としての蛍石の使用の普及によって工業的価値を失った。

## 歴史

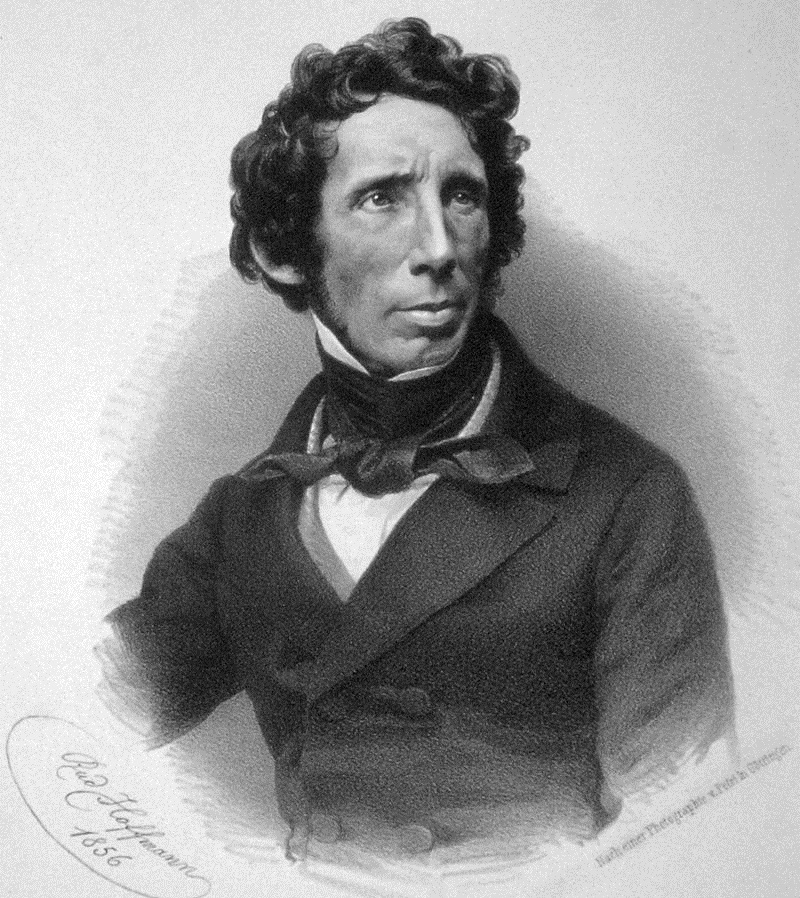
アルミニウムの性質を研究したフリードリヒ・ヴェーラー（1856年）

アルミニウムの歴史はミョウバン（明礬）の使用で始まった。ミョウバンの記述が最初に文書に残されたのは、紀元前5世紀の古代ギリシア歴史家ヘロドトスによる記述だった。古代人にとって、ミョウバンは媒染剤、薬、そして（要塞を敵の放火から守るための）木の防火塗料であり、ウェットエッチングにも使用した。十字軍以降、ミョウバンは国際貿易の商品のひとつになり、ヨーロッパの織物業では欠かせない存在になった。ミョウバンは15世紀中期にオスマン帝国が輸出関税を大幅に上げるまで、地中海東部からヨーロッパに輸出された。
ルネサンス初期まで、ミョウバンの性質は不明のままだった。1530年ごろ、スイスの物理学者パラケルススはミョウバンをウィトリオル（硫酸塩）と区別し、「ミョウバンの土の塩」であると主張した。1595年、神聖ローマ帝国の医師、化学者アンドレアス・リバヴィウスはミョウバンと緑ウィトリオルと青ウィトリオルが同じ酸と違う土で構成されると示し、ミョウバンを構成した未発見の土の名前については「アルミナ」を提唱した。1722年、神聖ローマ帝国の化学者フリードリヒ・ホフマンはミョウバンの土が別の種類であると信じると宣言した。1754年、神聖ローマ帝国の化学者アンドレアス・ジギスムント・マルクグラフは硫酸で粘土を煮て、続いてカリを加えることでミョウバンの土を生成した。
1824年、デンマークの物理学者、化学者ハンス・クリスティアン・エルステッドは金属アルミニウムの作製に成功したと主張した。彼は無水の塩化アルミニウムとカリウム合金で化学反応を起こさせ、見た目がスズに似ている金属の塊を得た。彼は1825年に結果を発表、新金属のサンプルを展示した。1826年、「アルミニウムは金属の光沢があり、やや灰色で、かなり緩やかに水を分解する」と記述した。1827年、ドイツの化学者フリードリヒ・ヴェーラーはエルステッドの実験を再び行ったが、アルミニウムは発見できなかった。彼は後にベルセリウスに手紙を書き、「エルステッドがアルミニウムの塊と仮定したものは確実にただのアルミニウムを含有するカリウムである」と述べた。彼は続いて似たような実験を行った。その内容は無水の塩化アルミニウムとカリウムを混ぜることであり、アルミニウム粉末の作製に成功した。彼は研究を続け、1845年に小さなアルミニウムの塊を作製することに成功、その物性を記述した。しかし、ヴェーラーの記述はそれが不純物を含むアルミニウムだったことを示している。ヴェーラーなどほかの科学者がエルステッドの実験を再現できなかったことは、エルステッドが金属アルミニウムの発見者とされない理由のひとつになり、逆にヴェーラーは1845年の実験の成功とその詳細が発表されたことで金属アルミニウムの発見者とされた。
フランスの化学者アンリ・エティエンヌ・サント＝クレール・ドビーユは、1854年にパリ科学アカデミーでアルミニウムの工業製法を発表した。塩化アルミニウムはヴェーラーが使ったカリウムよりも便利で安いナトリウムでも還元することができるのであった。その後、アルミニウム棒は1855年のパリ万国博覧会で初めて公開展示された。1856年、ドビーユは数人のパートナーとともにルーアンの製錬所で世界初のアルミニウム工業生産を開始した。1855年から1859年にかけてアルミニウムの価格は1パウンド500米ドルから40ドルまでと、10分の1以下に下落した。しかし、ドビーユの製法でもアルミニウムの純度の高さが足りず、サンプルによって性質が異なった。
アルミニウムの最初の工業（大規模）生産法は1886年にフランスの工学者ポール・エルーとアメリカの工学者チャールズ・マーティン・ホールが開発したホール・エルー法である。ホール・エルー法がアルミナをアルミニウムに変える手法である一方、オーストリア＝ハンガリー帝国の化学者カール・ヨーゼフ・バイヤーは1889年にバイヤー法というボーキサイト（鉄礬土）をアルミナに純化する手法を発見した。現代の金属アルミニウム生産はバイヤー法とホール・エルー法に基づく手法を使用している。1920年にはスウェーデンの化学者カール・ヴィルヘルム・セーデルベリ（Carl Wilhelm Söderberg）率いる研究チームがホール・エルー法を改良した。

## 市場
日本のアルミニウム地金輸入量は2021年は約280万トン、金額は7,463,024,528ドルで前年より60.9%上昇した。最大の輸入相手国はロシアである。2021年から国際市場価格も変動しており、2022年ロシアのウクライナ侵攻のあとは3月に一時的な暴騰があった。
日本の造幣局も財務省理財局の貨幣回収準備資金として1円玉の原料であるアルミニウム地金を保管しており、理財局が毎年数回、売払いの入札公告を行っている。